# Phare du Four
Pour les articles homonymes, voir Phare du Four (homonymie).
Ne doit pas être confondu avec le phare du plateau du Four, au large du Croisic.
Le phare du Four est un phare situé au large de la presqu'île Saint-Laurent, entre la côte-ouest du pays de Léon et les roches d'Argenton, sur la commune de Porspoder.Il a été classé au titre des monuments historiques le 20 avril 2017.

## Description
Ce phare est aussi connu sous le nom de « phare du Four d'Argenton ». Il est bâti sur un écueil de granit de 25 m de diamètre et d'une hauteur de 11,50 m, à l'extrémité sud des roches d'Argenton et au début du chenal du Four. C'est un phare en mer, dit de jalonnement, situé au débouché-sud du chenal méridional de Portsall. Sa corne de brume est désactivée.
Construit avec difficulté de 1869 à 1874, il est le jumeau du phare des Pierres Noires, bâti en même temps que lui au sud de l'archipel de Molène. Le phare est connu, entre autres, pour les images des déferlantes impressionnantes qui s'écrasent sur lui, son rocher étant d'ailleurs réputé pour sa faculté à lever des vagues énormes.
Benjamin Girard le décrit ainsi en 1889 : 

« Le phare du Four, situé au large, sur un rocher isolé, élevé de 60 mètres environ au-dessus des plus hautes mers, est une dépendance de la commune de Landunvez. Ce phare, qui a une hauteur de 28 mètres, et dont le feu blanc, fixe pendant trente secondes, présente huit éclats successifs pendant les huit secondes qui suivent, est considéré comme le point de séparation entre la Manche et de l'Océan. »

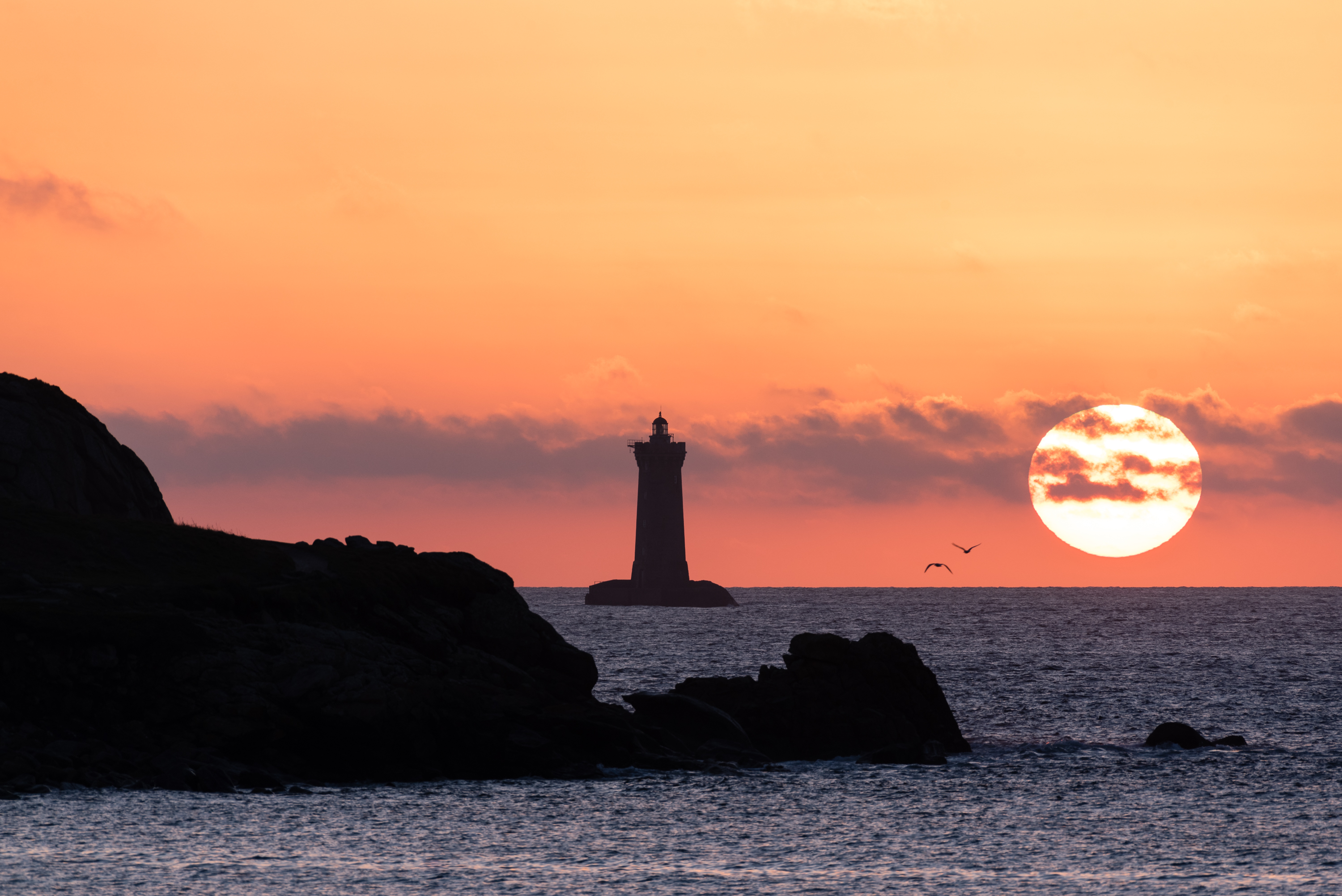
Coucher de soleil sur le phare du Four.
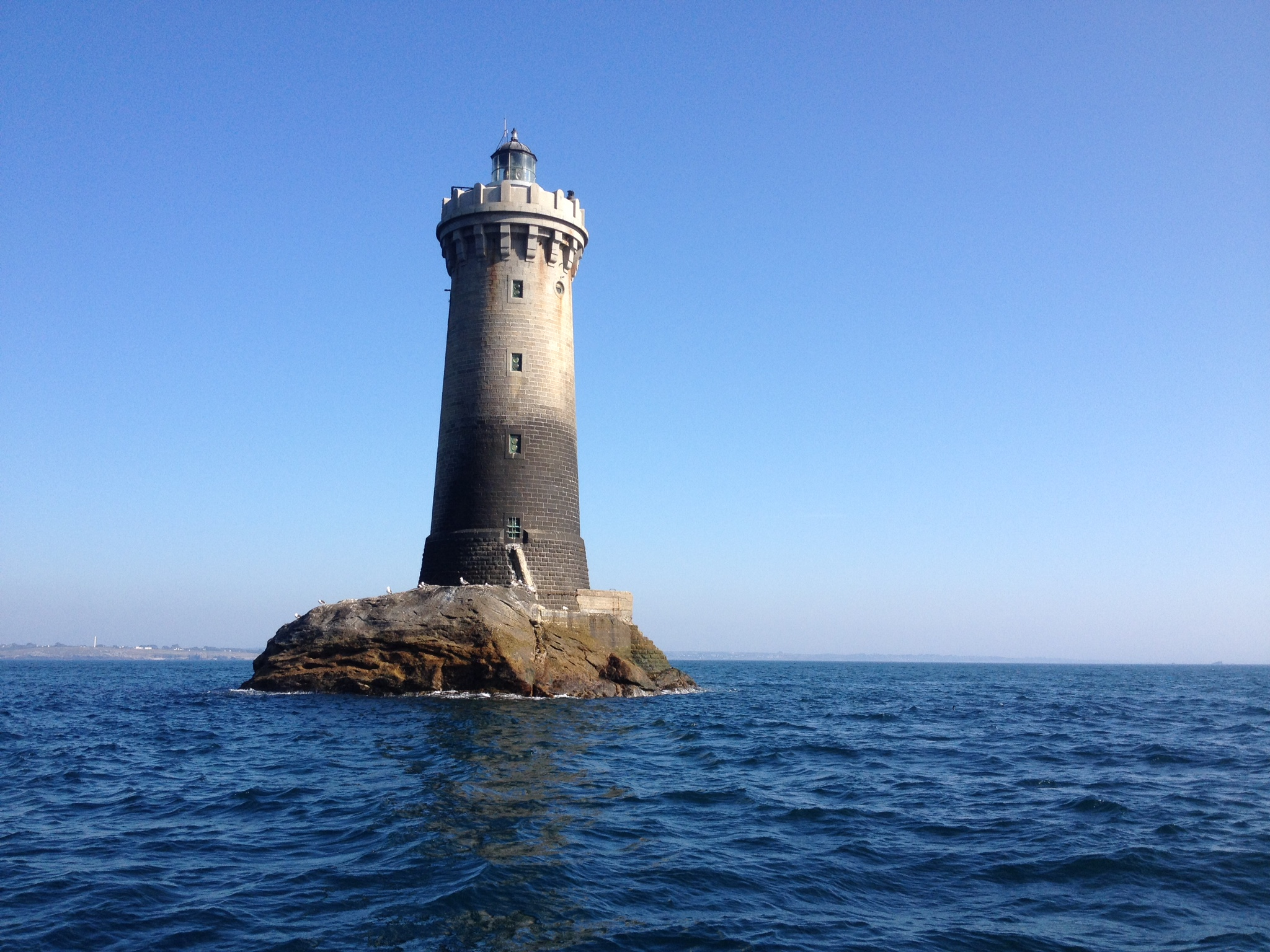
Le phare du Four.

Le phare comporte cinq étages, à raison d’une pièce par étage. Un escalier à vis assure la circulation.
- 1er étage: un compartiment aux huiles au rez-de-chaussée,

- 2ème étage: une citerne d’eau douce pour les gardiens et la trompe à vapeur,
- 3ème étage: la cuisine,
- 4ème étage: une chambre à coucher avec deux lits et deux placards,
- 5ème étage: une salle technique pour le matériel et la trompette à vapeur, et la chambre de service.

Il est construit en pierre de taille de granit et repose sur un socle de béton et de pierres. Celui-ci peut servir d’appontement lors de très beau temps. Sa forme originale pour l’époque assure la stabilité de la tour. On retrouve cette forme sur le phare des Pierres Noires dont le chantier a été supervisé par les mêmes ingénieurs.
La lanterne fonctionnant aux vapeurs de pétrole, et l’optique d’origine sont toujours en place.
La réserve de Gas-Oil est au premier niveau. Deux nourrices au 5e niveau sont alimentées par deux pompes pour éviter une panne. Une batterie électrique fournit l’énergie pour les différents systèmes, y compris le feu de secours. Traditionnellement, elle est alimentée par deux groupes électrogènes. Depuis 2005, leur charge est allégée par un aérogénérateur.

## Histoire
Le 9 octobre 1862, la position de la roche du Four est reconnue comme intéressante pour y construire un phare par la Commission nautique. Le 8 décembre de cette même année, il est classé en 3e catégorie (sur 5) et son orientation est définie Sud-Est/ Nord Ouest avec la place au Sud Est.
Le chantier de construction est placé sous l’autorité des ingénieurs Blanchat, Léonce Raynaud et Fenoux.
Il ne débute qu’en avril 1869. Ses conditions sont très difficile avec une mer qui régulièrement balaie la surface du rocher et ne permet que rarement d’y accoster. Après six mois, le chantier est suspendu pour l’hiver.
En 1870, la campagne débute par la réparation des dégâts des tempêtes hivernales.
Le chantier est marqué dans ses derniers mois par le naufrage du canot de ravitaillement, causé par une lame. Trois personnes sont noyées: Hervé Jézéquel, François Leborgne et le contremaître Le Brelivet.
Dans la nuit du 14 au 15 mars 1874, le phare entre en service.
Le 14 février 1899, le phare du Four est frappé par la foudre.

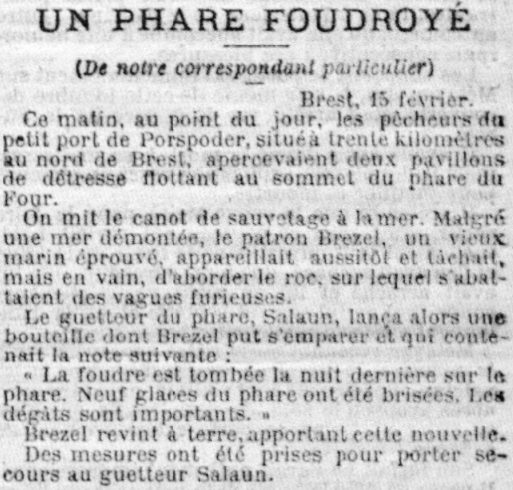
Le phare du Four foudroyé (article dans Le Petit Parisien du 16 février 1899).
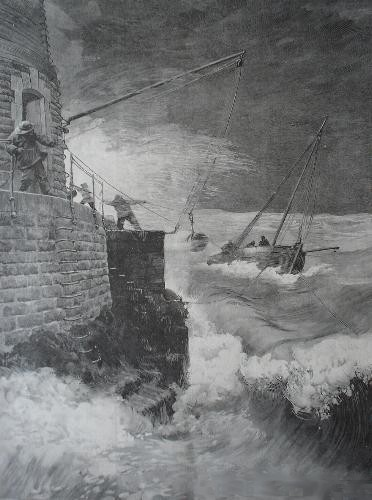
Illustration de 1896.

Deux autres accidents marquent son histoire. Un gardien meurt le 13 février 1913, ayant respiré des émanations de gazole. Le 9 décembre 1978, la vedette Ouessantine se renverse lors d'un ravitaillement du phare, provoquant la noyade de Martin Perreaux et de Jean-Yves Kernoas.
Une première phase de modernisation en 1985 concerne le signal sonore : un vibrateur électromagnétique de 1200 watts remplace son ancêtre à air comprimé.
Le phare a été automatisé depuis le 6 octobre 1993.